# Macropsis quercus
Macropsis quercus är en insektsart som beskrevs av Matsumura 1912. Macropsis quercus ingår i släktet Macropsis och familjen dvärgstritar. Inga underarter finns listade i Catalogue of Life.